# Arnouville-lès-Mantes
Arnouville-lès-Mantes és un municipi francès, situat al departament de Yvelines i a la regió de Illa de França. L'any 2007 tenia 816 habitants.
Forma part del cantó de Bonnières-sur-Seine, del districte de Mantes-la-Jolie i de la Comunitat urbana Grand Paris Seine et Oise.

## Demografia

### Població
El 2007 la població de fet d'Arnouville-lès-Mantes era de 816 persones. Hi havia 296 famílies, de les quals 54 eren unipersonals (29 homes vivint sols i 25 dones vivint soles), 86 parelles sense fills, 140 parelles amb fills i 16 famílies monoparentals amb fills.
La població ha evolucionat segons el següent gràfic:
Habitants censats

### Habitatges
El 2007 hi havia 343 habitatges, 298 eren l'habitatge principal de la família, 18 eren segones residències i 28 estaven desocupats. 327 eren cases i 15 eren apartaments. Dels 298 habitatges principals, 251 estaven ocupats pels seus propietaris, 38 estaven llogats i ocupats pels llogaters i 9 estaven cedits a títol gratuït; 2 tenien una cambra, 10 en tenien dues, 31 en tenien tres, 59 en tenien quatre i 196 en tenien cinc o més. 251 habitatges disposaven pel capbaix d'una plaça de pàrquing. A 112 habitatges hi havia un automòbil i a 175 n'hi havia dos o més.

### Piràmide de població
La piràmide de població per edats i sexe el 2009 era:
| Homes | Edats   | Dones |
| ----- | ------- | ----- |
| 0     | 95 o +  | 0     |
| 0     | 90 a 94 | 0     |
| 4     | 85 a 89 | 4     |
| 8     | 80 a 84 | 12    |
| 8     | 75 a 79 | 12    |
| 4     | 70 a 74 | 12    |
| 16    | 65 a 69 | 4     |
| 4     | 60 a 64 | 12    |
| 20    | 55 a 59 | 24    |
| 12    | 50 a 54 | 12    |
| 20    | 45 a 49 | 32    |
| 40    | 40 a 44 | 12    |
| 44    | 35 a 39 | 56    |
| 24    | 30 a 34 | 40    |
| 20    | 25 a 29 | 16    |
| 28    | 20 a 24 | 28    |
| 20    | 15 a 19 | 4     |
| 36    | 10 a 14 | 36    |
| 40    | 5 a 9   | 48    |
| 28    | 0 a 4   | 12    |

## Economia
El 2007 la població en edat de treballar era de 548 persones, 419 eren actives i 129 eren inactives. De les 419 persones actives 392 estaven ocupades (224 homes i 168 dones) i 26 estaven aturades (14 homes i 12 dones). De les 129 persones inactives 34 estaven jubilades, 48 estaven estudiant i 47 estaven classificades com a «altres inactius».

### Ingressos
El 2009 a Arnouville-lès-Mantes hi havia 303 unitats fiscals que integraven 864 persones, la mediana anual d'ingressos fiscals per persona era de 25.072 €.

### Activitats econòmiques
Dels 43 establiments que hi havia el 2007, 2 eren d'empreses extractives, 4 d'empreses de fabricació d'altres productes industrials, 8 d'empreses de construcció, 3 d'empreses de comerç i reparació d'automòbils, 1 d'una empresa de transport, 1 d'una empresa d'hostatgeria i restauració, 1 d'una empresa d'informació i comunicació, 3 d'empreses financeres, 4 d'empreses immobiliàries, 11 d'empreses de serveis, 3 d'entitats de l'administració pública i 2 d'empreses classificades com a «altres activitats de serveis».
Dels 7 establiments de servei als particulars que hi havia el 2009, 1 era una oficina de correu, 2 fusteries, 1 electricista, 1 empresa de construcció, 1 perruqueria i 1 agència immobiliària.
L'únic establiment comercial que hi havia el 2009 era una floristeria.
L'any 2000 a Arnouville-lès-Mantes hi havia 12 explotacions agrícoles que ocupaven un total de 846 hectàrees.

## Equipaments sanitaris i escolars
L'únic equipament sanitari que hi havia el 2009 era una ambulància.
El 2009 hi havia una escola elemental.

## Poblacions més properes
El següent diagrama mostra les poblacions més properes.